# 福島第一聖書バプテスト教会

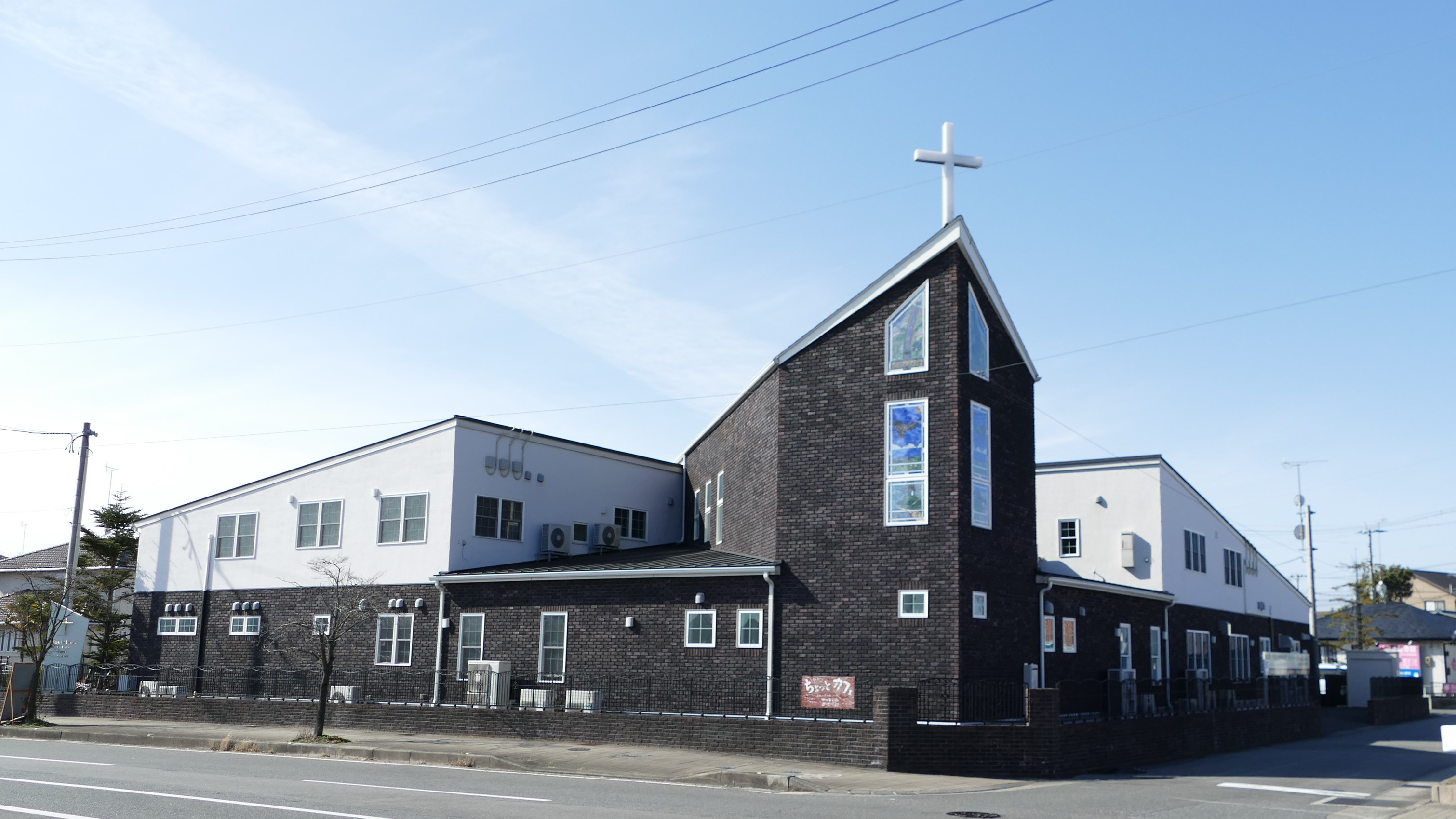
福島第一聖書バプテスト教会
泉のチャペル（いわき市、2021年2月）

福島第一聖書バプテスト教会（ふくしまだいいちせいしょバプテストきょうかい）は、福島県双葉郡大熊町大野にある、『保守バプテスト同盟』に加盟するバプテスト系のキリスト教会である。東日本大震災の前は、大野チャペルを拠点として、福島県浜通り地方に4箇所のチャペルを設立し、周辺市町村に向けて伝道を幅広く展開していた。震災後は拠点をいわき市へと移し毎週日曜日に礼拝を行っている。

## 概要
福島第一聖書バプテスト教会は、極めて伝道が困難だといわれた過疎の農村部での伝道に果敢に挑戦し、多くの救霊者を起こし数百人規模の大会堂を建て上げた、日本国内では数少ない宣教における成功例のひとつ（モデルケース）である。拠点の大野チャペルのほか周辺地域に小高・熊野・桜の三つのチャペルを運営し、積極的に宣教を行っている。

### 各チャペル（教会堂）のおおよその所在地
- 大野チャペル：福島県双葉郡大熊町（大野）
- 小高チャペル：福島県南相馬市小高区
- 熊町チャペル：福島県双葉郡大熊町（熊町）
- 桜のチャペル：福島県双葉郡富岡町
- 泉のチャペル：福島県いわき市泉町

## 沿革
- 太平洋戦争が終結して間もない1947年（昭和22年）、アメリカ帰りの高橋清によって、当時は人口2700人の寒村であった福島県双葉郡大野村（現・大熊町）で宣教が始まった。戦争によって荒廃したこの国において「酪農とキリスト教精神に基づいた新しい村づくり」ができないかという思いがきっかけだった。その実現のため、高橋はアメリカの『保守バプテストミッション』からアメリカ人宣教師フランク・ホレチェク夫妻を招聘した[2][3]。同年、柿崎正がホレチェクから浸礼（バプテスマ）を受け、大野での初代の牧師となった。ホレチェクは柿崎と共に、大野村を中心に福島県浜通り地方にて、各地で路傍伝道や天幕伝道集会、映画鑑賞会などを頻繁に開催した。これと同時期に、保守バプテスト系のアメリカ人宣教師らによって日本における保守バプテストの宣教活動が東北地方を中心に始められ、全国各地に教会が設立されていった。
- 1949年（昭和24年）　わずか1年間で57名が浸礼を受けた。その年のクリスマス会には人口の少ない寒村ながら500名もの人が集まった。
- 1950年（昭和25年）　1月、大野聖書バプテスト教会として、大野村に最初の会堂（初代大野チャペル）を献堂した。
- 1951年（昭和26年）　熊町村に会堂（熊町チャペル）を献堂した。
- 1952年（昭和27年）　4月、「大野こども聖書学園」（幼稚園）を開園。1976年（昭和51年）まで24年にわたって児童伝道の場となった。この頃児童として通った子供たちの多くが、地元で現在の教会を支援している。
- 1952年（昭和27年）　6月、赴任していたホレチェク夫妻がアメリカに帰国、その後ひとまず大野での伝道の任務を終え、秋田県での伝道に向かった。これ以降1979年（昭和54年）まで柿崎が司牧を担当した。
- 1954年（昭和29年）　11月に大野村と熊町村が合併して大熊町となった。
- 1960年代　この頃から、大熊町での伝道は苦難の時代を迎えた。日本が高度経済成長に向かい国民の生活が豊かになるにつれ、人々の心がキリスト教から離れていった。この頃、毎週の礼拝人数はわずか5名から10名程度の少人数だった。
- 1964年（昭和39年）　全国各地にある保守バプテスト系の諸教会が、互いの交わりと協力のために『保守バプテスト同盟』を結成した。
- 1965年（昭和40年）　教会墓地が地下式コンクリートで建設された。また幼稚園に台所やトイレなどの必要な設備が増設された。
- 1969年（昭和44年）　教会としての要綱『大野聖書バプテスト教会』信仰告白が制定された。
- 1970年（昭和45年）　10月に宗教法人の認可を受けた。これに伴い教会名を福島第一聖書バプテスト教会に改めた。
- 1973年（昭和48年）から1976年（昭和51年）にかけて、幾度かに渡る増改築で、会堂は当初より充実した設備の整った建物となった。（2代目大野チャペル献堂）
- 1979年（昭和54年）　柿崎が30年にわたる牧会の働きを終えて辞任した。この後、3年間は牧師のいない“無牧”の状態が続いた。途中の約1年間は蒔田栄牧師が巡回訪問した。
- 1982年（昭和57年）　4月に現在の牧師である佐藤彰が就任した。前年に、ある婦人教会員が当時は聖書宣教会の神学生であった佐藤に声をかけたのがきっかけであった。[4]同年早くから新会堂建築のためのプロジェクトが立ち上がり、翌1983年（昭和58年）10月には3代目の大野チャペルを献堂した。
- 1988年（昭和63年）　熊町チャペルを増改築し献堂。大野チャペル敷地内にコンクリート製の納骨堂、教育館を新たに建築した。
- 1989年（平成元年）　小高町（現・南相馬市）に小高チャペルを献堂。
- 1993年（平成5年）　夜ノ森教会学校と楢葉教会学校の建物が完成した。
- 1997年（平成9年）　いわき市にある協力教会、聖書バプテスト・いわき希望教会のホールを献堂。
- 1998年（平成10年）　富岡町に桜のチャペルを献堂。
- 2006年（平成18年）　大野にて新会堂建築（建て替え）のためのプロジェクトが立ち上がり「プロジェクトⅥ」として起工式が行われた。工事期間中は「桜のチャペル」で礼拝が持たれた。
- 2008年（平成20年）　7月に4代目の大野チャペルが完成した。[5]
- 2011年（平成23年）　3月11日に発生した東日本大震災と、沿岸部の津波による被害、また近隣の福島第一原子力発電所の爆発事故によって、信徒ら関係者の多くが被災した。教会は一時閉鎖となった。同年6月には、震災と原発事故による苦悩を綴った「流浪の教会」（佐藤彰・著）が、いのちのことば社より緊急出版された。
- 2012年（平成24年）　3月に信徒の大半は、いわき市泉町に一時帰郷。新会堂の建設プロジェクトに入る。
- 2013年（平成25年）　いわき市に「泉のチャペル」（つばさの教会）が完成、5月に献堂。各地に避難していた信徒は当地で活動を再開した。
- 2017年（平成29年）　南相馬市にある小高チャペルでの活動を再開、毎月第一日曜日に礼拝を行っている。
- 2023年（令和5年）　大野チャペルにて活動を再開。毎月第四日曜日に礼拝を行っている。

## 礼拝

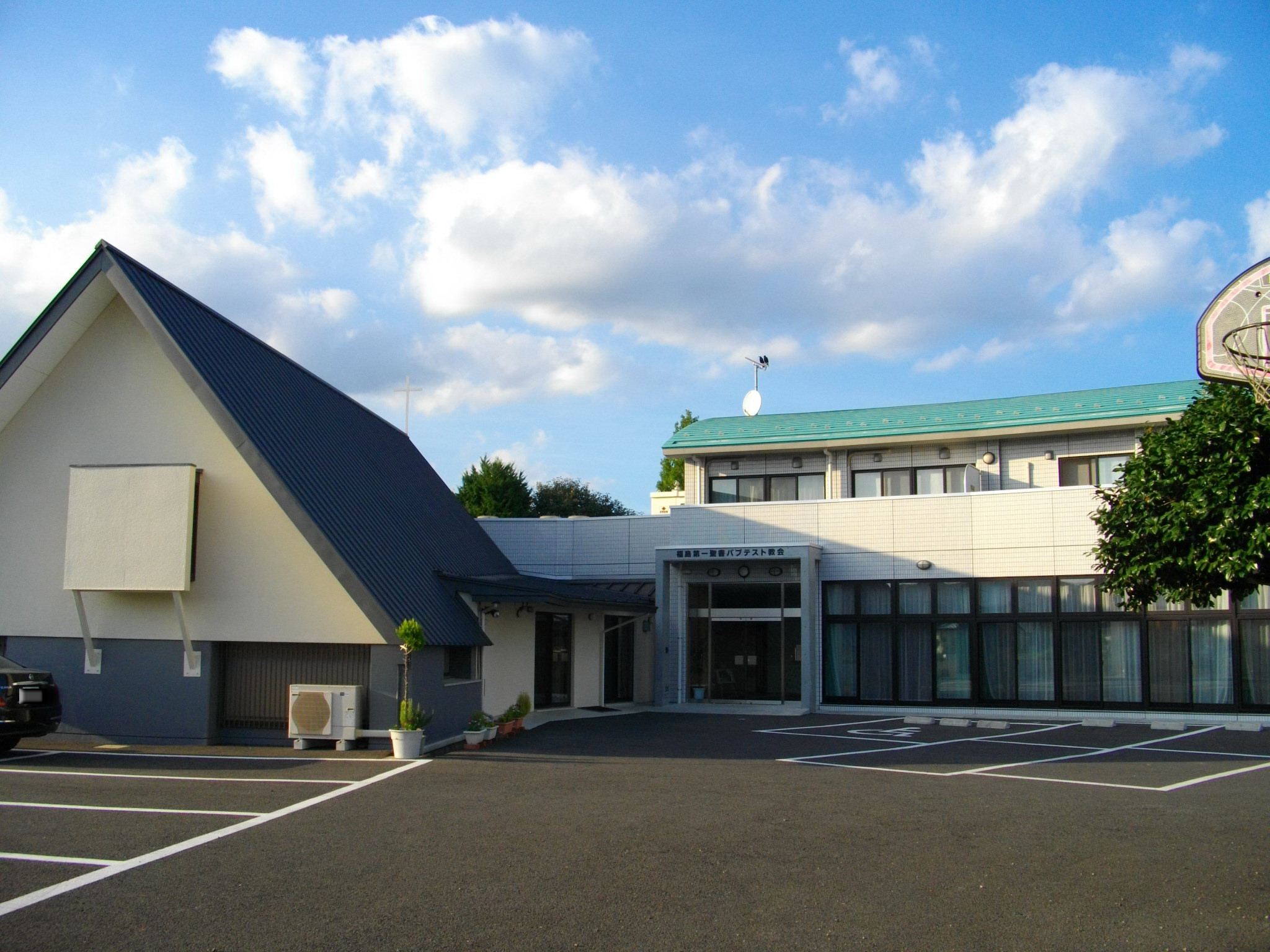
大野チャペル

礼拝は拠点である大野チャペルを中心に、以下の時間帯にて執り行われている。このほかにも伝道集会や各種イベントが臨時に開催されることもある。各種礼拝には誰でも自由に参加が可能である。牧会は主任牧師の佐藤彰のほか、副牧師と婦人伝道師がそれぞれ担当している。
震災前
- 大野チャペル：毎週日曜日 10:20～11:50
- 小高チャペル：毎週日曜日 17:00～18:00 （夕礼拝）
- 熊町チャペル：月1回水曜日 11:00～12:00、アワナクラブ 第4土曜日 15:00～
- 桜のチャペル：毎週水曜日 9:30～10:30 （水曜礼拝）

現在
- 泉のチャペル：毎週日曜日 10:30～12:00
- 大野チャペル：毎月第四日曜日  14:00～15:30
- 小高チャペル：毎月第一日曜日　15:00～16:30

### 特記事項
2011年3月、東日本大震災と福島原発事故の影響を受けて、福島県内にある各チャペルは一時閉鎖となり、これ以降は礼拝は行なわれていない。信徒の大半は山形県にある「恵泉キリスト教会」、その後は東京都にある「奥多摩福音の家」に集団疎開し、そこで礼拝を行なっていた。2012年3月より、福島県いわき市泉町に移転し新会堂で礼拝を行っている。